# Свиц Сити (Индијана)
Свиц Сити (енгл. Switz City) град је у америчкој савезној држави Индијана.

## Демографија
По попису из 2010. године број становника је 293, што је 18 (-5,8%) становника мање него 2000. године.
| Група             | 2000.       | 2010.       |
| Белци             | 302 (97,1%) | 280 (95,6%) |
| Афроамериканци    | 1 (0,3%)    | 2 (0,7%)    |
| Азијати           | 0 (0,0%)    | 1 (0,3%)    |
| Хиспаноамериканци | 4 (1,3%)    | 6 (2,0%)    |
| Укупно            | 311         | 293         |